# Dennis Feltham Jones
Dennis Feltham Jones OBE, VRD (ur. 15 lipca 1918, zm. 1 kwietnia 1981) – brytyjski pisarz, twórca fantastyki naukowej, publikujący pod pseudonimem D. F. Jones. W trakcie II wojny światowej działał w brytyjskiej Royal Navy. Mieszkał w Kornwalii. Jego powieść Colossus z 1966 została zekranizowana w 1970.

## Twórczość

### Powieści
- Cykl Colossus:
  1. Colossus (1966)
  2. The Fall of Colossus (1974)
  3. Colossus and the Crab (1977)
- Implosion (1967)
- Don't Pick the Flowers, or Denver is Missing (1971)
- The Floating Zombie (1975)
- Xeno, or Earth Has Been Found (1979)
- Bound in Time (1981)

### Opowiadania
- "Coffee Break" (1968)
- "Black Snowstorm" (1969)
- "The Tocsin" (1970)